# Hands Up
Hands Up är ett album av BlueEyesSoul, utgivet 2007 på skivbolaget 189 Music.

## Låtlista
1. "Gotta Let It Out" - 4:16
2. "Put Your Praise On" - 3:31
3. "I Wont Deny You" - 4:22
4. "Forever For You" - 4:44
5. "Let This Praise Roll" - 3:11
6. "Jehova" - 5:20
7. "You Alone" - 4:10
8. "Give It Up" - 4:43
9. "Shepherd" - 4:26
10. "Word" - 5:14
11. "Gotta Let It Out (Single Edition)" - 3:50